# Ugo Pacome
Pas d'image ? Cliquez ici

a Compétitions nationales et continentales officielles uniquement.

b Matchs officiels uniquement.
Dernière mise à jour le 11 juin 2025.
Ugo Pacome, né le 1er mai 2005, est un joueur français de rugby à XV évoluant principalement au poste d'arrière.

## Biographie

### Jeunesse et formation
Ugo Pacome est né le 1er mai 2005 et grandit à Colomiers, en Haute-Garonne,. Il découvre le rugby à XV à l'âge de cinq ans au Colomiers Rugby et gravit les échelons dans toutes les équipes de jeunes du club. Il intègre le centre de formation de Colomiers Rugby et évolue avec les espoirs.
Il découvre également le niveau international en jouant dans les catégories françaises de jeunes. Ugo Pacome est sélectionné en équipe de France des moins de 17 ans en 2022, puis avec les moins de 18 ans en février 2023.

### Carrière professionnelle
Ugo Pacome rejoint le groupe professionnel pour la préparation d'avant-saison en 2023 et participe aux matchs amicaux. Il fait ses débuts en Pro D2 lors de la saison 2023-2024 contre le Biarritz olympique au Parc des sports d'Aguiléra,. En début d'année 2024, il est sélectionné par l'équipe de France des moins de 20 ans pour le Tournoi des Six Nations des moins de 20 ans mais il ne dispute aucun match. Le mois suivant, il signe un contrat de trois ans avec Colomiers Rugby, jusqu'en 2027. Lors de cette première saison, ses performances sont prometteuses et il joue cinq matchs,,.
Pour la saison 2024-2025, Pacome reste à Colomiers, au sein d'un effectif rajeuni. Face au Stade montois, en ouverture de la saison, il inscrit son premier essai en professionnel. Il inscrit un doublé lors de la victoire face à l'US Montauban sur le score de 33 à 29 lors de la 9e journée, dont l'essai décisif à la 79e minute permettant à son équipe de prendre l'avantage au score.
En janvier 2025, Pacome donne son accord pour rejoindre le Stade rochelais à l'issue de la saison 2024-2025.

## Palmarès
- Vainqueur du Tournoi des Six Nations en 2025 avec l'équipe de France des moins de 20 ans.